# Eugenia woodburyana
Eugenia woodburyana là một loài thực vật thuộc họ Myrtaceae. Đây là loài đặc hữu của Puerto Rico. Chúng hiện đang bị đe dọa vì mất môi trường sống.